# Братья Чудновские
Братья Чудновские — Давид Вольфович (род. 22 января 1947, Киев) и Григорий Вольфович (род. 17 апреля 1952, Киев) — американские братья-математики еврейского происхождения.

## Биография
В возрасте 16 лет Григорий Чудновский опубликовал свою первую математическую работу. В 17-летнем возрасте он решил десятую проблему Гильберта, почти одновременно с Юрием Матиясевичем, ставшим известным своей работой в 1972 году. Учился в Киевском университете. Окончил аспирантуру в Институте математики. Давид Чудновский защитил диссертацию кандидата физико-математических наук по теме «Некоторые свойства тихоновских произведений топологических пространств» в 1972 году под руководством Ю. Л. Далецкого.
Григорий с детства болен миастенией, был подолгу прикован к кровати; для того, чтобы обеспечить ему лучший медицинский уход, родители — доктор технических наук, профессор Вольф Григорьевич Чудновский (1908—1985), учёный в области строительной механики, и Малка Вениаминовна Чудновская (урождённая Вайнберг, 1909—2001), работавшая в Киеве инженером-строителем, в 1976 году подали заявление на эмиграцию. Семью поддержали зарубежные математики, такие как Эдвин Гьювит, с которым Григорий работал вместе в Киеве. Свою поддержку выразил также Андрей Сахаров. В 1977 году братья Чудновские смогли уехать сначала во Францию, а затем в Нью-Йорк, где работали в Колумбийском университете. В 1981 году Григорий получил стипендию Мак-Артура, в 1994 году — премию Пойи. Долгое время Чудновский не мог получить должность, соответствующую его способностям, хотя американские учёные Марк Кац и Липман Берс пытались найти частных спонсоров для устройства его на работу.
Григорий занимается теорией чисел. Внёс вклад в теорию трансцендентных чисел и в исследование гамма-функции. Работает в сотрудничестве со своим братом Давидом. Братья известны многочисленными рекордами в расчёте числа Пи, которые были частично рассчитаны на домашнем, самостоятельно собранном суперкомпьютере, названном «M-zero». В 1991 году братья Чудновские рассчитали 2,26 млрд знаков числа пи. Для расчётов использовался алгоритм их имени с применением гипергеометрического ряда подобно формулам Рамануджана.
В 2003 году Чудновские участвовали в реставрации серии шпалер «Охота на единорога» в Метрополитен-музее, сопоставляя ряд цифровых фотографий..
В настоящее время Григорий и Давид — заслуженные профессора политехнического института Нью-Йоркского университета.

## Семья
Братья Чудновские — племянники доктора технических наук, профессора Давида Вениаминовича Вайнберга — родного брата их матери и соавтора их отца (Д. В. Вайнберг, В. Г. Чудновский. Пространственные рамные каркасы инженерных сооружений. Киев—Львов: Гостехиздат Украины, 1948. — 240 с.; Д. В. Вайнберг, В. Г. Чудновский. Расчёт пространственных рам. Киев: Государственное издательство литературы по строительству и архитектуре, 1964. — 308 с.).

## Публикации

### Монографии
- Gregory V. Chudnovsky. Contributions to the Theory of Transcendental Numbers. Mathematical Surveys and Monographs, № 19. Providence, Rhode Island: American Mathematical Society, 1984. — 540 pp.

### Сборники
- David V. Chudnovsky. Number Theory: A Seminar Held at the Graduate School and University Center of the City Univ of New York, 1983—1984 (Lecture Notes in Mathematics). Springer Verlag, 1985. — 283 pp.
- David V. Chudnovsky, Gregory V. Chudnovsky (Editors). Search Theory: Some Recent Developments (Lecture Notes in Pure and Applied Mathematics, Volume 112). CRC Press, 1988. — 175 pp.
- D. V. Chudovsky, G. V. Chudnovsky, H. Cohn, M. B. Nathanson (Editors). Number Theory. New York Seminar 1988Lecture Notes in Pure and Applied Mathematics. Springer, 1989. — 263 pp.
- D. V. Chudovsky, G. V. Chudnovsky, H. Cohn, M. B. Nathanson (Editors). Number Theory. New York Seminar 1989—1990. Lecture Notes in Pure and Applied Mathematics. Springer, 1990. — 284 pp.
- David V. Chudnovsky, Gregory V. Chudnovsky, Melvyn B. Nathanson (Editors). Number Theory: New York Seminar 1991—1995. Springer, 1996. — 307 pp.